# Ересундсбанан
Ересундсбанан (швед. Öresundsbanan, дан. Øresundbanen) — залізниця між Копенгагеном у Данії та Мальме у Швеції через Ересуннський міст. 
Працює цілодобово, без вихідних, час в дорозі між двома містами займає від 35 до 40 хвилин. 
Зі шведської сторони нею керує Шведська транспортна адміністрація, з данської — Banedanmark.
Залізниця прямує від Континентальбанену до Копенгагена, починається на південь від Мальме і прямує на захід, через Ересуннський міст до штучного острова Пебергольм, далі тунелем під аеропортом Копенгаген до станції Копенгаген-Центральний. 
У Мальме міський тунель сполучає залізницю безпосередньо зі станцією Мальме-Центральне.
Øresundståg управляються DSB з данської сторони та SJ Öresund зі шведської сторони. 

Залізниця сполучає Копенгаген і Мальме з подальшими сполученнями з Гетеборгом , Кальмаром і Карлскруною. 
З данської сторони багато потягів прямують на північ по береговій лінії до Гельсінгера. 
SJ AB управляє швидкісними потягами SJ X2000 між Стокгольмом, Мальме та Копенгагеном. 
Вантажні поїзди обслуговуються Railion за допомогою локомотивів EG.

## Історія
Плани з’єднання Сканії і Зеландії за допомогою мосту розроблялися протягом усього 20 століття, і в 1991 році була створена компанія, яка розпочала роботу. 
Будівництво Ересуннського мосту та Ересуннської залізниці було розпочато в 1995 році і було завершено в 2000 році. 
За даними UIC, ця залізнична лінія мала в 2012 році найдорожчі залізничні квитки другого класу в Європі з ціною 0,21 євро за км. 

## Міський тунель
З грудня 2010 року Øresundståg використовує міський тунель у Мальме зі станціями Гіллі та Тріангельн, таким чином заощаджуючи одну хвилину для пасажирів до Мальме-Центральне і приблизно 15-20 хвилин для пасажирів до Тріангельн.

## Прикордонні технічні характеристики
Однією з проблем лінії була несумісність між системами електрифікації залізниць у Данії та Швеції. 
У Данії використовується змінний струм 25 кВ 50 Гц, а у Швеції 15 кВ 16,7 Гц. 

Системи сигналізації в двох країнах також відрізняються. 
Проблеми було подолано, вимагаючи, щоб усі поїзди, що працюють на лінії, мали працювати з подвійною напругою та мали подвійну систему сигналізації, включаючи потяги X2, що використовуються по всій Швеції SJ. 
Система сигналізації включає Пебергольм у Данії, тому весь міст використовує шведську сигналізацію, але данську електричну систему. 
Данська система сигналізації схвалена лише для швидкості 180 км/год, а шведська – 200 км/год.